# Subinha
Subinha, jedno od starih majanskih plemena čiji točan lokalitet nije poznat, a pretpostavlja se da su živjeli u istočnom Chiapasu (Socoltenango). Mogući srodnici mogli b i im biti Jacaltec Indijanci, ili prema Kaufmanu (Tzeltal ili Tojolabal. Sve što je poznato o njihovom jeziku nalazi se u rječniku  'Lenguas Indígenas de Centro-America en el Siglo XVIII'  (Fernandez, 1892.)

## Vanjske poveznice
- Swanton